# Sh2-178
Sh2-178 est une nébuleuse en émission visible dans les constellations de Céphée et de la Petite Ourse.
Elle est identifiée dans la région au sud de l'étoile polaire en direction de Céphée. Non visible à travers les télescopes, elle ressort bien sur les photographies à longue exposition comme une faible nébulosité se superposant aux galaxies d'arrière-plan. Son observation est possible tous les mois de l'année dans l'hémisphère nord, alors qu'au sud de l'équateur elle n'est jamais observable.
Sh2-178 est un système nébuleux ténu et très étendu qui fait partie des nébuleuses dites de flux intégré (en), visibles dans toutes les constellations autour du pôle nord céleste. Sa distance est estimée à environ 200 pc (∼652 al) et on pense qu'elle est ionisée par le flux intégré d'étoiles proches appartenant au plan galactique. Cette nébuleuse fait partie d'un vaste système de nuages moléculaires et d'hydrogène neutre connu sous le nom de Polaris Flare, dont la masse est d'environ 5 500 M☉.